# Sapekhburto K'lubi Chikhura Sachkhere
Il Sapekhburto K'lubi Chikhura Sachkhere (in georgiano საფეხბურთო კლუბი ჩიხურა საჩხერე?), meglio noto come Chikhura Sachkhere, è una società calcistica georgiana con sede nella città di Sachkhere. Milita nella Liga 4, la quarta divisione del campionato georgiano di calcio. Ha vinto una coppa di Georgia nel 2017 e una supercoppa georgiana nel 2013.
Il nome Chikhura si deve a quello di un corso d'acqua nei pressi di Sachkhere.

## Storia
Il club fu fondato nel 1938. Nel corso della seconda guerra mondiale le attività del club vennero sospese, per poi essere riattivate a guerra conclusa. Dopo aver disputato per anni i campionati regionali georgiani, nella stagione 1993-1994 arrivò a disputare per la prima volta il campionato di Pirveli Liga, seconda serie del campionato georgiano di calcio, concluso al tredicesimo posto nel gruppo ovest e con conseguente retrocessione in Meore Liga. Dopo aver disputato due anni dopo un'altra stagione in Pirveli Liga, il club rimase nelle categorie inferiori per diversi anni, finché nel 2003 venne nuovamente promosso in seconda serie. Nella stagione 2005-2006 la squadra vinse il campionato di Pirveli Liga e fu promosso per la prima volta in Umaglesi Liga, la massima serie nazionale. La prima stagione in Umaglesi Liga si concluse con il dodicesimo posto, che costrinse il Chikhura Sachkhere a disputare uno spareggio promozione contro il Gagra. Nonostante la vittoria nello spareggio, il Chikhura Sachkhere venne retrocesso a causa di problemi finanziari. Dopo cinque stagioni consecutive in Pirveli Liga, nel 2012 il club vinse il campionato prima e gli spareggi promozione/retrocessione dopo, tornando così in Umaglesi Liga. Negli anni successivi il Chikhura Sachkhere seppe consolidarsi tra le squadre di vertice del campionato georgiano. Inoltre, raggiunse per due edizioni consecutive la finale della coppa nazionale: sia nell'edizione 2012-2013 sia nell'edizione 2013-2014 subì la sconfitta in finale dalla Dinamo Tbilisi. Ma nel 2013 vinse il suo primo trofeo, la supercoppa nazionale in finale proprio contro la Dinamo Tbilisi. Tre quarti posti conquistati in quattro stagioni consentirono al Chikhura Sachkhere di accedere alla UEFA Europa League. Nell'edizione 2013-2014 raggiunse il secondo turno preliminare, venendo eliminato dagli svizzeri del Thun. Nell'edizione 2014-2015 raggiunse il terzo turno preliminare: dopo aver eliminato prima il Turnovo e poi il Bursaspor dopo i tiri di rigore, venne eliminato dagli azeri del Neftçi Baku. L'edizione 2016-2017, invece, si concluse subito al primo turno contro i moldavi dello Zimbru Chișinău. Nel 2016 la stagione di transizione al nuovo formato della Umaglesi Liga vide il Chikhura Sachkhere vincere il gruppo bianco ed accedere alla finale per il titolo contro il Samt'redia: dopo aver perso la gara di andata in trasferta per 2-0, non riuscì nell'impresa di ribaltare il risultato, fermandosi sul pareggio e vedendo sfumare la possibilità di vincere il suo primo campionato georgiano. Ha preso parte alle qualificazioni per la fase a gironi della UEFA Europa League 2018-2019: dopo aver eliminato il Beitar Gerusalemme grazie alla vittoria nella gara di ritorno in Israele, è stato eliminato dagli sloveni del Maribor nel secondo turno.

## Palmarès

### Competizioni nazionali
- Coppa di Georgia: 1

2017
- Supercoppa di Georgia: 1

2013

### Altri piazzamenti
- Coppa di Georgia:

Finalista: 2012-2013, 2013-2014
Semifinalista: 2014-2015, 2015-2016, 2016, 2020
- Supercoppa di Georgia:

Finalista: 2014, 2018
- Erovnuli Liga 2:

Secondo posto: 2008-2009

## Statistiche e record

### Partecipazione alle competizioni UEFA
| Stagione  | Torneo             | Turno                     | Club               | Andata | Ritorno   | Totale         |
| --------- | ------------------ | ------------------------- | ------------------ | ------ | --------- | -------------- |
| 2013-2014 | UEFA Europa League | Primo turno preliminare   | Vaduz              | 0-0    | 1-1       | 1-1 (gfc)      |
| 2013-2014 | UEFA Europa League | Secondo turno preliminare | Thun               | 1-3    | 0-2       | 1-5            |
| 2014-2015 | UEFA Europa League | Primo turno preliminare   | Turnovo            | 1-0    | 3-1       | 4-1            |
| 2014-2015 | UEFA Europa League | Secondo turno preliminare | Bursaspor          | 0-0    | 0-0 (dts) | 0-0 (rig: 4-1) |
| 2014-2015 | UEFA Europa League | Terzo turno preliminare   | Neftçi Baku        | 0-0    | 2-3       | 2-3            |
| 2016-2017 | UEFA Europa League | Primo turno preliminare   | Zimbru Chișinău    | 1-0    | 2-3       | 3-3 (gfc)      |
| 2017-2018 | UEFA Europa League | Primo turno preliminare   | Altach             | 0-1    | 1-1       | 1-2            |
| 2018-2019 | UEFA Europa League | Primo turno preliminare   | Beitar Gerusalemme | 0-0    | 2-1       | 2-1            |
| 2018-2019 | UEFA Europa League | Secondo turno preliminare | Maribor            | 0-0    | 0-2       | 0-2            |

### Statistiche nelle competizioni UEFA
Tabella aggiornata alla fine della stagione 2018-2019.
| Competizione       | Partecipazioni | G  | V | N | P | RF | RS |
| ------------------ | -------------- | -- | - | - | - | -- | -- |
| UEFA Europa League | 5              | 18 | 4 | 8 | 6 | 14 | 18 |

## Organico

### Rosa 2019
Rosa come da sito ufficiale.
| N. |                    | Ruolo | Calciatore            |
| -- | ------------------ | ----- | --------------------- |
| 1  | Georgia (bandiera) | P     | Avto Kapanadze        |
| 2  | Georgia (bandiera) | D     | Revaz Chiteishvili    |
| 3  | Georgia (bandiera) | D     | Irakli Kamladze       |
| 6  | Georgia (bandiera) | C     | Oleg Mamasakhlisi     |
| 7  | Georgia (bandiera) | C     | Timuraz Markozashvili |
| 8  | Georgia (bandiera) | D     | Davit Maisashvili     |
| 10 | Georgia (bandiera) | C     | Irakli Lekvtadze      |
| 11 | Georgia (bandiera) | A     | Tornike Mumladze      |
| 12 | Georgia (bandiera) | A     | Mikheil Ergemlidze    |
| 13 | Georgia (bandiera) | P     | Zurab Mtskerashvili   |
| 14 | Georgia (bandiera) | A     | Giorgi Pantsulaia     |

| N. |                                 | Ruolo | Calciatore            |
| -- | ------------------------------- | ----- | --------------------- |
| 15 | Georgia (bandiera)              | C     | Giorgi Koripadze      |
| 17 | Georgia (bandiera)              | C     | Besik Dekanoidze      |
| 18 | Georgia (bandiera)              | C     | Zurab Kapanadze       |
| 21 | Georgia (bandiera)              | A     | Mikheil Sardalishvili |
| 23 | Georgia (bandiera)              | C     | Demur Chikhladze      |
| 24 | Georgia (bandiera)              | D     | Lasha Chikvaidze      |
| 25 | Georgia (bandiera)              | D     | Davit Megrelishvili   |
| 26 | Georgia (bandiera)              | C     | Rati Ardazishvili     |
| 30 | Bosnia ed Erzegovina (bandiera) | P     | Dino Hamzić           |
| 37 | Georgia (bandiera)              | D     | Shota Kashia          |
|    | Georgia (bandiera)              | D     | Bakari Mirtshkulava   |